# Ralf Dahrendorf
Ralf Gustav Dahrendorf, baron Dahrendorf, född 1 maj 1929 i Hamburg, död 17 juni 2009 i Köln, var en tysk-brittisk sociolog, filosof, politisk teoretiker och politiker.

## Biografi
Ralf Dahrendorf föddes i Hamburg som son till Lina och den äldre Gustav Dahrendorf, socialdemokratisk politiker i tyska parlamentet. Han studerade filosofi, klassisk filologi och sociologi vid universitetet i Hamburg mellan 1947 och 1952, och blev sistnämnda år fil. dr. Han fortsatte sin akademiska bana vid London School of Economics som forskarassistent 1953–1954, och blev fil. dr. där 1956. Åren 1957–1960 var han professor i sociologi vid universitetet i Hamburg, 1960–1964 vid universitetet i Tübingen och 1966–1969 vid Konstanz universitet.
Åren 1969–1970 var Dahrendorf medlem av Bundestag för Freie Demokratische Partei (det tyska liberala partiet), och statssekreterare vid utrikesdepartementet. År 1970 blev han kommissionär i Europeiska kommissionen i Bryssel. Från 1974 till 1984 var han direktör för London School of Economics och återvände 1984 till Tyskland för att installeras som professor i samhällsvetenskap i Konstanz, en post han innehade till 1986.
År 1986 slog han sig ned i England, och utsågs till chef för London School of Economics, och tillika, från 1987, vid St Antony's College vid Oxford University. År 1997 drog han sig tillbaka.
Efter att ha blivit brittisk medborgare 1988 upphöjdes han till life peer 1993, under titeln Baron Dahrendorf av Clare Market i City of Westminster, av drottning Elizabeth II av Storbritannien. Han satt i Överhuset (House of Lords), som så kallad ”cross-bencher” (partilös).
Dahrendorf var en flitig samhällsdebattör och en del av hans artiklar brukade översättas till svenska, och bland annat publiceras som kolumner i Dagens Nyheter.

## Verk
I sin bok Class and Class Conflict in Industrial Society (1959) argumenterar Dahrendorf för att Karl Marx definierar klass och klasskamp för snävt. Det framgår inte helt huruvida om det är uppenbart för Dahrendorf hur Marx stödjer sig på de historiskt specifika kategorierna i det kapitalistiska produktionssättet. I stället för att beskriva de fundamentala olikheterna mellan klasser i termer av fattigdom, menar Dahrendorf att makt är det särskiljande. Samhället kan därför enligt hans mening, delas upp i ”ordertagare” och ”ordergivare”, vilket alltså snarare liknar Webers mer auktoritetsbaserade syn. Dahrendorf menade alltså på att personlig maktutövning är det centrala framför opersonlig institutionell dominans. Teoretiserande angående de för Dahrendorf, samtida, men bitvis mycket underutvecklade staterna i östblocket, vilka fortfarande genomgick en moderniseringsprocess gav även Dahrendorf svårigheter.